# Rab Papa
Rab Papa (Papa bar Chanan, im englischen Sprachraum: Pappa; † 375) war ein Amoräer der 5. Generation in Babylonien.
Er war Schüler Abajes und Rabas und gründete eine Schule in Naresch bei Sura.
Er zitierte gerne Volkssprichwörter.